# Tridacna squamosina
Tridacna squamosina (лат.) — вид гигантских двустворчатых моллюсков рода тридакны (Tridacna).
В 2008 году Роа-Киаойт, Кохзиус, Янцен, Зибда и Рихтер описали новый, по их мнению, вид гигантского моллюска, который они назвали Tridacna costata. Однако в 2011 году Маркус Хубер и Анита Эшнер исследовали коллекцию Рудольфа Стураниса, хранящуюся в Музее естественной истории в Вене, экземпляры которой не были должным образом идентифицированы на протяжении более 100 лет, и обнаружили, что этот вид идентичен тому, который Стуранис описал как Tridacna sqamosina. В коллекции было идентифицировано семь синтипов, более ранее название Tridacna squamosina было принято, а Tridacna costata признано синонимом.

## Внешний вид и строение
Tridacna squamosina — двустворчатый моллюск удлиненной формы. У раковины более выраженные складки по сравнению с другими тридакнами, их по 5-7 складок на каждой створке. Каждая створка имеет несколько крупных зубчатых выростов на внешнем крае. Даже при максимальном сжатии Tridacna squamosina оставляет большие промежутки между створками, особенно в местах этих выростов. Моллюск крепится к субстрату довольно мощным биссусом, очень похожим на биссус Tridacna maxima. Выступающая из раковины ткань мантии Tridacna squamosina, обычная для других двустворчатых гигантских моллюсков, отличается широким спектром цветов и оттенков, а также различными узорами. Однако, в отличие от T. maxima или Tridacna squamosa, эти образования у T. sqamosina гораздо более выражены. Сифон всех трех видов окружен щупальцами.

## Среда обитания
Вид распространен в тропических районах Индийского и Тихого океанов, хотя при первоначальном официальном описании считалось, что он обитает только в Красном море, где он на самом деле редок. Обитает на мелководных рифах и в различных зарослях морских водорослей, обычно на глубине 0-5 м от поверхности. T. squamosina наиболее обычен в Океании и Юго-Восточной Азии, причем больше всего этих моллюсков обитает на Филиппинах и на Малайском архипелаге. T. squamosina также встречается в Красном море. В 2005 году студент нашел гигантского моллюска в заливе Акаба. Экспедиция XIX века также собрала экземпляры того же вида в заливе Акаба и на побережье современного Йемена. Тем не менее таксономически они были идентифицированы как Tridacna elongata, вариетет squamosina. Сообщается также, что этот вид обитает в изобилии вблизи архипелага Базаруто у побережья Южного Мозамбика. Исследование показало, что T. sqamosina составляет лишь 1 % всех тридакн, обитающих в Красном море, что делает этот вид редкостью в том месте, где они были обнаружены. Сообщается также, что этот вид составляет 80 % всех окаменелостей тридакн в Красном море, что заставляет ученых полагать, что активная добыча этих моллюсков велась почти 100 000 лет назад, когда люди только начали заселять эту территорию.